# Nyjni Stanivtsi
Nyjni Stanivtsi (en ukrainien : Нижні Станівці) est un village situé dans le raïon de Vyjnytsia, lui-même situé dans l'oblast de Tchernivtsi, en Ukraine.

## Géographie

### Situation
Le village est situé dans l'oblast de Tchernivtsi.